# 押野村
押野村（おしのむら）は、石川県石川郡に存在した村。

## 地理
現在の金沢市の西部及び野々市市の北部。当時は田んぼが広がっていた、全体的に平坦な村であった。2011年現在では、金沢市においては西南部地区ともいわれる。金沢市近郊の地として昭和初期より西金沢駅周辺から都市化が進み、多くの工場も立地していった。2011年現在、チカモリ遺跡、御経塚遺跡が所在している。
- 川：高橋川、木呂川（富樫用水）

## 歴史
- 1889年（明治22年）4月1日 - 町村制の施行により、石川郡押野村、太郎田村、八日市村、八日市出村、八日市新保村、森戸村、矢木村、矢木荒屋村、御経塚村、野代村、押越村の区域をもって、石川郡押野村が発足する。
- 1904年（明治37年）11月1日 - 松金馬車鉄道（のちの北陸鉄道松金線）が開通し、押野丸木駅が開業。
- 1912年（大正元年）8月1日 - 北陸本線に野々市駅（1925年（大正14年）10月1日 - 西金沢駅に名称を変更する）が開業。
- 1915年（大正4年） - 石川電気鉄道（のちの北陸鉄道石川線）が開通し、押野駅が開業。
- 1956年（昭和31年）1月1日 - 金沢市に編入する。字太郎田は西金沢町、字八日市新保は新保本町、字矢木荒屋は上荒屋町に名称を変更する、残りの8字は冠された字表記を外し金沢市の町名として存続使用[7]。
- 1957年（昭和32年）4月10日 - 御経塚町、野代町、押越町の区域及び押野町の区域の一部（2.06km²）[1]を石川郡野々市町に編入する。

### 分割編入問題
押野村全域が金沢市に編入された後も御経塚、野代、押越、押野の4地区が野々市町（現・野々市市）への再編入を強く希望し、当該4地区に住む小学生、中学生を野々市町内の小学校、中学校へ集団転校（越境通学）させる事態が起こるなど、金沢市への編入を良しとした地区および金沢市自体との対立が深まった。これについて1956年（昭和31年）中に金沢市議会において、まず御経塚、野代、押越3地区の分割が決まり、押野地区については翌1957年（昭和32年）3月31日、住民投票において賛成多数で本村（押野地区の中心）を含む南側3分の2ほどの分割が決定。1957年（昭和32年）4月10日に御経塚、野代、押越各町と押野町の一部が野々市町へ編入され、2017年現在の市界がほぼ確定した。

## 行政

### 庁舎
押野村役場の所在地は、当初の字押野から字八日市新保、字八日市、字八日市新保へと変わり、閉村時には字八日市ヘ10にあった。

### 村長
| 代 | 氏名         | 就任                       | 退任                       | 出身字名   | 備考                   |
| -- | ------------ | -------------------------- | -------------------------- | ---------- | ---------------------- |
| 1  | 後藤於菟吉   | 1889年（明治22年）5月1日   | 1892年（明治25年）5月27日  | 押野       |                        |
| 2  | 西田又右衛門 | 1892年（明治25年）6月1日   | 1893年（明治26年）6月3日   | 矢木荒屋   |                        |
| 3  | 後藤於菟吉   | 1893年（明治26年）6月12日  | 1893年（明治27年）6月25日  | 押野       | 再任                   |
| 4  | 北川与平衛   | 1896年（明治29年）10月10日 | 1905年（明治38年）7月18日  | 御経塚     | 在任中に死去           |
| 5  | 松田長吉     | 1905年（明治38年）8月28日  | 1925年（大正14年）9月20日  | 押野       |                        |
| 6  | 西尾勇吉     | 1925年（大正14年）11月10日 | 1927年（昭和2年）9月30日   | 八日市新保 | 在任中に死去           |
| 7  | 押村市太郎   | 1927年（昭和2年）10月18日  | 1933年（昭和8年）3月28日   | 押野       | 在任中に死去           |
| 8  | 北川 潔      | 1933年（昭和8年）月日不明  | 1937年（昭和12年）月日不明 | 御経塚     |                        |
| 9  | 西村伸一郎   | 1937年（昭和12年）2月27日  | 1942年（昭和17年）8月2日   | 押野       |                        |
| 10 | 後藤義賢     | 1942年（昭和17年）8月23日  | 1945年（昭和20年）6月23日  | 押野       |                        |
| 11 | 西村伸一郎   | 1945年（昭和20年）7月20日  | 1946年（昭和21年）11月25日 | 押野       | 再任                   |
| 12 | 南 市太郎    | 1946年（昭和21年）12月12日 | 1955年（昭和30年）4月17日  | 押野       |                        |
| 13 | 前田祖治     | 1955年（昭和30年）5月1日   | 1955年（昭和30年）12月31日 | 太郎田     | 当村廃止に伴い自動退任 |

## 地域

### 教育
- 押野村立押野小学校

### 交通

#### 鉄道路線
（当村廃止時点までのもの）
- 国鉄
  - 北陸本線：西金沢駅（1925年（大正14年）までの駅名は野々市駅）

- 北陸鉄道
  - 松金線：押野丸木駅（廃村の2ヵ月前に廃止され、廃村までは存続していない）
  - 石川線：押野駅

## 出身人物
- 後藤太兵衛（十村）[11]
- 響舛市太郎（大相撲力士、元関脇）[12][11]